# Ведерниково (Печорский район)
Ведерниково, ранее также Ве́дерника (эст. Vedernika) — деревня в Печорском районе Псковской области России. Входит в состав сельского поселения «Круппская волость».
Расположена на севере района, в 6 км к югу от волостного центра, деревни Крупп. В 1 км к западу от деревни проходит граница РФ с Эстонией.
Относится к нулку Саатсеринна исторической области Сетумаа.

## Население
Численность населения деревни по состоянию на конец 2000 года составляла 6 жителей.
| 2001 | 2002 | 2010 |
| ---- | ---- | ---- |
| 6    | ↘2   | ↘0   |